# Léo Grasset
Pour les articles homonymes, voir Grasset.
Léo Grasset, né le 1er octobre 1989 à Saint-Priest-en-Jarez (Loire), est un vulgarisateur scientifique français.
Vidéaste web, il est principalement connu pour sa chaîne de vidéos YouTube, DirtyBiology, créée en juin 2014, qui compte 1,2 million d'abonnés en juillet 2023. Son succès en tant que vidéaste lui enjoint dès 2015 de diversifier ses activités : il participe au développement d'autres chaînes, notamment à travers Le Vortex, émission de vulgarisation rassemblant plusieurs vidéastes francophones qu'il fonde en 2019. Il s'essaie également à l'écriture d'ouvrages de vulgarisation.
En 2022 puis 2023, il est accusé de violences sexistes et sexuelles par plusieurs femmes. Trois plaintes pour viol étant déposés à son encontre. Cela conduit YouTube à démonétiser sa chaîne en décembre 2022.

## Biographie

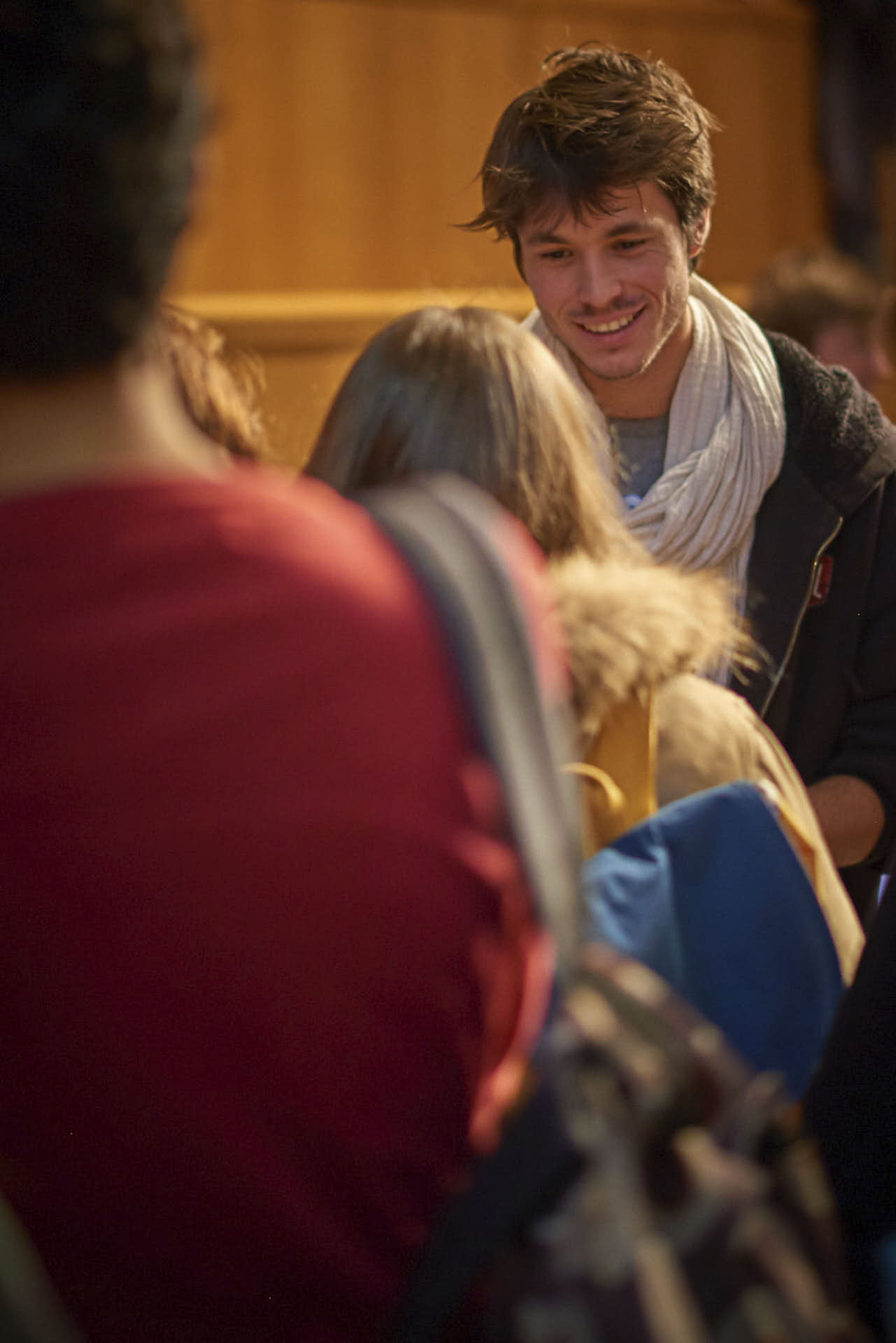
Léo Grasset après sa conférence au 4e Young Natural History Scientists Meeting, à Paris, 2017.

### Jeunesse et formation
Né le 1er octobre 1989 à Saint-Priest-en-Jarez, Léo Grasset passe son adolescence sur des chantiers navals en Guadeloupe.
Il passe son bac S spécialité SVT en 2006 dans un lycée de Guadeloupe, puis obtient une licence en biologie des organismes et écosystèmes en 2010 à l'université des Antilles et de la Guyane. Il poursuit ses études avec un master en biologie évolutive obtenu en 2012 à l'université Montpellier-II et un diplôme d'études supérieures universitaires (DESU) effectué en 2013 à Montréal et au parc national Hwange au Zimbabwe,,. Léo Grasset a enseigné la biologie durant quelques mois avant de se consacrer à la vulgarisation. Il a également suivi une formation de journalisme par le Centre national d'enseignement à distance (CNED).

### Chaîne YoutubeDirtyBiology(2014)
En juin 2014, il crée sa chaîne YouTube DirtyBiology avec son frère Colas, illustrateur. Les deux frères se retrouvent à Chiang Mai en Thaïlande. Depuis son ordinateur dans sa chambre, il y présente alors la biologie sous un angle décalé et humoristique. Il décide de faire de ses activités sur la toile son métier.
La création de sa chaîne s'inscrit dans un contexte de multiplication des chaînes de vulgarisation scientifique en français sur YouTube. En 2020, DirtyBiology fait partie des cinq chaînes les plus regardées dans ce domaine, avec plus d'un million d'abonnés.
La grande majorité de ses spectateurs sont des hommes (82 %) et généralement âgés entre 25 et 34 ans.

### Diversification des activités (depuis 2015)
Son livre Le coup de la girafe paraît le 2 avril 2015 aux éditions du Seuil. Il bénéficie d'une bonne critique dans les médias scientifiques ,,. Dans la foulée, Léo Grasset participe à la conférence Vulgarizators de l’École normale supérieure de Lyon avec Bruce Benamran (e-penser) et Patrick Baud (Axolot) ainsi que la blogueuse Marion Montaigne (Tu mourras moins bête).
En mai 2017, il participe à un court métrage d'information et de sensibilisation sur le commerce des armes avec Amnesty International. En octobre 2017, alors que sa chaîne dépasse les 500 000 abonnés, la bande dessinée La grande aventure du sexe créée avec son frère Colas Grasset sort aux éditions Delcourt. Léo Grasset collabore également avec le magazine Science et Vie.
Le 13 mars 2019, il lance la chaîne Le Vortex. Coproduit par Arte, Dailymotion et le CNRS, le projet met en scène plusieurs vulgarisateurs habitant en colocation et discutant de thèmes variés chez eux. Il apparait dans la première saison avec Clothilde Chamussy (Passé Sauvage), Viviane Lalande (Scilabus), et l'équipe de Pause process. La deuxième saison est présentée par Christophe Michel (Hygiène mentale), Zeste de Sciences, Patrick Baud et Manon Bril. La troisième saison est présentée par Valentine Delattre (Science de comptoir), Romain Filstroff (Linguisticae), Angle Droit et Un Créatif.
Léo Grasset anime également[Quand ?] l'émission Planet Detox sur la chaîne de télévision Science & Vie TV, qui traite d'écologie.

## Chaîne YouTube

### Revenus
Le métier de vidéaste étant peu rémunérateur pour un travail à plein temps, Léo Grasset utilise la monétisation classique (publicités diffusées avant chaque vidéo), mais dénonce l'usage de publicités cachées et décline les contrats (car trop déséquilibrés),. Le financement participatif constitue une autre de ses sources de revenus depuis 2015. Ainsi, en 2020, le vidéaste reçoit 4 000 € par mois grâce aux dons sur la plateforme Tipeee.
En décembre 2022, à la suite des accusations de violences sexistes et sexuelles envers Léo Grasset, YouTube prend la décision de démonétiser la chaîne DirtyBiology. De plus, le vidéaste ne bénéficie plus de sponsors par des partenaires.

### Scandale Fazze
Le 19 mai 2021, au cours de la campagne vaccinale visant à lutter contre la covid-19, le youtubeur est approché par l'agence de communication russe Fazze, officiellement basée à Londres. Cette dernière lui propose un partenariat déguisé, qui s'apparente à de la désinformation et l'invite à réaliser une vidéo visant à discréditer le vaccin Tozinaméran commercialisé par BioNTech-Pfizer. Le vidéaste estime, en ordre de grandeur, que l'agence aurait pu lui proposer une somme de 50 000 €,.
Le 24 mai 2021, il l'annonce dans un tweet. Le scandale prend alors une ampleur nationale (le ministre de la Santé, Olivier Véran condamne la tentative) puis internationale. L'affaire est reprise par des médias étrangers comme la BBC, le Guardian ou encore Der Spiegel, révélant que des influenceurs étrangers ont également été concernés par l'offre, dont certains ont accepté.

## Accusations de violences sexistes et sexuelles
Le 23 juin 2022, Mediapart rapporte le témoignage de plusieurs femmes vidéastes, l'une, témoignant sous le pseudonyme de Lisa, l’accusant d’un viol qui se serait produit fin juillet 2016 à Paris alors qu’il était alcoolisé. Sept autres femmes, dont l'archéologue Clothilde Chamussy, l'historienne Manon Bril et la journaliste Marine Périn, l’accusant de violences sexuelles ou psychologiques, ont témoigné pour divers faits, incluant des comportements misogynes, un problème avec la notion de consentement sexuel et un phénomène d'emprise lors de relations amoureuses. Au moment de la sortie de l’article de Mediapart, aucune plainte n’a été déposée contre Léo Grasset,,. Dans une publication sur ses réseaux sociaux, Léo Grasset « conteste totalement les accusations relayées à son encontre » et annonce se tenir « à l'entière disposition de l'autorité judiciaire ».
Le lendemain, le média Konbini décide de retirer de son site toutes les vidéos faites en partenariat avec Léo Grasset.
Le 30 juin 2022, une plainte pour harcèlement sexuel est déposée contre Léo Grasset par la vidéaste Clothilde Chamussy à la gendarmerie de Neuville-sur-Saône,.
Le 19 novembre 2022, plusieurs mois après les révélations de Mediapart, Léo Grasset publie une vidéo de 34 minutes dans laquelle il nie l'accusation de viol à son encontre et déplore le fait que l'article de Mediapart aurait révélé des éléments de sa vie privée sans rapport avec l'accusation afin de « construire un personnage ».
Le 24 novembre 2022, une plainte pour viol est déposée contre Léo Grasset par Léa, une étudiante en journalisme à Sciences Po de 22 ans. Le 29 novembre 2022, le parquet de Paris décide d'ouvrir une enquête préliminaire (confiée à la 3e DPJ) sur cette base. Le même jour, Mediapart publie le témoignage de Léa ainsi que celui de quatre autres femmes (toutes sans lien avec la création de vidéos sur YouTube), qui accusent à leur tour le vidéaste de divers comportements inappropriés à leur égard,.
À la suite de ces nouvelles accusations, YouTube prend la décision de démonétiser la chaîne DirtyBiology en décembre 2022.
Le 22 mai 2023, Léo Grasset publie une vidéo sponsorisée par la marque de livraison à domicile de paniers repas à cuisiner HelloFresh. Celle-ci, devant l'ampleur du scandale suscité par ce partenariat parmi les internautes, décide d'y mettre fin et Léo Grasset retire sa vidéo au bout de quelques heures. Par la suite, il reposte cette vidéo sans le partenariat sponsorisé.
Le 12 septembre 2023, Léo Grasset est placé en garde à vue et entendu par la police à la suite des trois premières plaintes pour viol qui ont été déposées. Il est relâché dans la même journée sans poursuites.

## Ouvrages
- Le Coup de la girafe : Des savants dans la savane, Seuil, coll. « Science ouverte », 2 mai 2015, 137 p. (ISBN 978-2-02-121927-2 et 2-02-121927-5).
- La Grande Aventure du sexe (ill. Colas Grasset), Paris, Delcourt, coll. « Octopus », 2 novembre 2017, 187 p. (ISBN 978-2-7560-9086-3).
- Le grand bordel de l’évolution (titre initial : dans les testicules de Darwin), Flammarion, coll. « Science populaire », 4 novembre 2021, 256 p. (ISBN 978-2-08-142227-8 et 2-08-142227-1).

## Sources